# Frank Ifield
Francis Edward Ifield, detto Frank (Coundon, 30 novembre 1937 – Sydney, 18 maggio 2024), è stato un cantante australiano, attivo discograficamente soprattutto tra gli anni '50 e '70.

## Biografia
Frank Ifield nacque il 30 novembre 1937 a Coundon, un sobborgo di Coventry, ma pochi anni dopo si trasferì con la sua famiglia in Australia stabilendosi a Dural, una zona rurale fuori Sydney.
Ifield si interessò alla musica in tenera età e abbandonò la scuola per dedicarsi alla carriera musicale. Nel 1953, all'età di quindici anni, firmò un contratto con la EMI Australia. Ebbe successo nel suo paese d'origine per un certo periodo prima di firmare un contratto con il Regno Unito nel 1960. La sua prima canzone nel Regno Unito fu Lucky Devil, che raggiunse la posizione numero 22. Seguirono diverse altre canzoni meno riuscite prima di raggiungere il grande successo con I Remember You, che rimase al primo posto per sette settimane nel 1962. Divenne anche la seconda hit più grande nel Regno Unito nel 1962.
Ifield divenne noto per il suo falsetto con uno jodel, che dimostrò chiaramente nel singolo doppio lato A "Lovesick Blues"/"She Taught Me to Yodel", quest'ultimo uno jodel virtuoso. Raggiunse anche il primo posto, rendendolo il primo artista con un legame con l'Inghilterra ad avere tre singoli consecutivi al primo posto, e il secondo in assoluto dopo Elvis Presley. Il suo stile canoro fu una via di mezzo tra il country e il pop, e nel 1964 fu invitato a cantare al Grand Ole Opry, dove fu presentato da uno dei suoi idoli, Hank Snow.
Morì a Sydney il 18 maggio 2024 all'età di 86 anni.

## Discografia parziale
- 1959 - Yours Sincerely
- 1962 - I Remember You
- 1963 - Frank Ifield
- 1963 - Born Free
- 1964 - Blue Skies
- 1964 - Frank Ifield's Greatest Hits
- 1965 - Portrait in Song
- 1965 - Up Jumped a Swagman
- 1966 - Frank Ifield's Tale of Two Cities

## Premi e riconoscimenti
- Australian Roll of Renown
  - 2003: inserito nella "Australian Roll of Renown"
- ARIA Music Awards
  - 2007: inserito nella "ARIA Hall of Fame"
- Mo Awards
  - 2009: inserito nella "Hall of Fame"